# Чат (фильм)
«Чат» (англ. Chatroom) — психологический драматический триллер режиссёра Хидэо Накаты 2010 года.

## Сюжет
Компания друзей-тинейджеров — Эва, Джим, Эмили и Мо — знакомится в чате с Уильямом — харизматичным юношей, который мгновенно их очаровывает. Для Уильяма, однако, новые друзья — повод затеять игру в кошки-мышки. Притворившись, что хочет помочь Джиму отказаться от антидепрессантов, он толкает его на путь саморазрушения.

## В ролях
- Аарон Джонсон — Уильям
- Имоджен Путс — Ева
- Мэттью Бирд — Джим
- Ханна Мюррей — Эмили
- Дэниел Калуя — Мо
- Меган Доддс — Грейс
- Мишель Фэйрли — Рози
- Николас Гливс — Пол
- Джейкоб Андерсон — Си
- Таппенс Мидлтон — Кэнди
- Офелия Ловибонд — Шарлотта
- Ричард Мэдден — Рипли

## Создание фильма
Фильм был снят в начале 2010 года в Шеппертоне, графство Суррей.

### От создателей
Режиссёр — Хидэо Наката

Это история о двух молодых людях, которые встречаются в сетевом чате. В реальной жизни они живут в совершенно разных обстоятельствах, но постепенно они осознают, что между ними много общего. Они чувствуют, что похожи. Разумеется, эти отношения довольно опасны, потому что один из них пытается манипулировать другим, играть его чувствами, и в итоге происходят очень неприятные события. Когда я снимал «Звонок», а это было десять лет тому назад, все были повально увлечены просмотром видеофильмов. В комнате каждого подростка стоял телевизор и видеомагнитофон, и мы решили использовать это в своём фильме. Что, если этот чёрный экран телевизора может стать окном в ад? Или, наоборот, из этого окна может появиться, скажем, призрак. Может ли непонятная видеоплёнка без названия просто взять и убить тебя? Думаю, в «Чате» мы используем тот же принцип, только в современных реалиях, в реалиях Интернета. Подростки по всему миру пользуются им каждый день. Я сам уже не подросток, но я могу спокойно провести в Интернете несколько часов, когда у меня выходной день. Меня тоже привлекают возможности, которые даёт нам общение в сети. Что если эти Интернет-технологии могут стать инструментом, который лишит тебя жизни? Об этом довольно страшно думать.
Автор сценария — Энда Уолш

Желание написать этот сценарий появилось, когда я подумал о том, какие фильмы я сам смотрел, будучи подростком. Я решил, что у меня есть возможность сделать что-то для нынешнего поколения. Современная информационная среда, основой которой является Интернет, даёт нам массу идей для разных сюжетов, которые будут понятны подросткам. При этом наша история стара как мир. Это история о манипуляции, в ней есть что-то от «Повелителя мух». Один подросток умнее другого, и он думает: я полностью подчиню его себе и превращу его жизнь в ад. Такое развитие событий должно привлечь молодёжь гораздо быстрее и проще, и вызвать у них больший интерес, чем если бы это была просто расчленёнка. Тут виден холодный расчёт. Они смотрят, как один персонаж методично готовит убийство другого — и наблюдать за этим очень интересно, любопытно и при этом довольно страшно. Изначально этот сценарий был рассчитан на подростковую аудиторию, но я знал, что он обязательно привлечёт внимание старшего поколения, которое будет задаваться вопросом — что там делает мой пятнадцатилетний ребёнок? Этот фильм содержит очень интересные психологические моменты. Вот, например, вы живёте в семье, думаете, что знаете, например, своего брата как облупленного, но это не так. Вы не знаете, чем там наверху занимается ваш муж. Вы не знаете свою жену на сто процентов. Это создаёт определённую напряжённость. Всё кажется милым и приятным, а потом реальность рушится. Для меня это образ матери, которая смотрит на закрытую дверь в комнату своего ребёнка и осознает, что она понятия не имеет, что он там делает. А этот ребёнок в этот момент путешествует по сети и творит всё, что хочет.
Художник-постановщик — Джон Хэнсон

Сценарий фильма сразу вызвал желание сотворить нечто оригинальное, с первого дня. Потом, когда мы окончательно прониклись тем, что было нужно режиссёру, мы смогли создать очень яркий и впечатляющий образ. С самого начала мы решили, что сетевой мир, мир Интернета, не будет выглядеть исключительно современным, никакого хайтЭка. Мы подумали, что этого везде и так полно. Поэтому наш сетевой мир похож на старый отель, тёмный и зловещий. При этом он должен был стать противоположностью тому миру, в котором эти подростки живут. Этот фильм рассказывает о том, что люди чувствуют, когда погружаются в мир Интернета, а не о том, что они там видят. И в этом гораздо больше драматизма.
Уильям — Аарон Джонсон

Мне было очень интересно играть этого персонажа. Он этакий перевёртыш, может в любой момент переключиться и выпустить наружу все свои маниакальные страсти. Он может быть спокойным на вид, но может совершенно неожиданно сорваться. Ему сложно сдержать свои эмоции. При этом он в обычном мире обязан сдерживаться. Мы с Хидэо очень часто обсуждали то, как должен действовать этот персонаж. Мы ничего особенного не придумывали, всё это вполне реально. Мы каждую неделю читаем разные новости, где пишут о том, как подростков доводят до нервного срыва в социальных сетях, так что они даже пытаются покончить с собой. Мы читаем о том, в какую глубокую депрессию они могут впасть. Мне это даже напомнило мои школьные годы, и стало интересно, как всё это можно перенести на экран. В итоге получился отличный фильм. Сценарий просто великолепен. Контраст между сетевым и реальным мирами показан очень живо. Так что, надо сказать, я с огромным удовольствием снимался в этом фильме. Это было очень интересно и необычно. Я никогда не делал ничего подобного.